# Марко Ђампаоло
Марко Ђампаоло (ит. Marco Giampaolo; 2. август 1967), швајцарско-италијански тренер и бивши фудбалер. 

## Каријера
Због повреде се пензионисао и престао да игра фудбал 1997. године. 
Три године касније је био помоћник тренера у три клуба. Тек је у клубу Асколи био први тренер. Сезоне 2004/5 је Асколи завршио на шестом месту на табели. Године 2006. је суспендован јер није имао валидну лиценцу за тренера те је морао да похађа курс. 
Касније је преузео тим Каљари где се задржао само годину дана. 
Јуна 2008. је било објављено да је постао тренер клуба Сијена. Напустио је тај тим октобра 2009. године. 
Дана 30. маја 2010. године је заменио Синишу Михаловића у клубу Катанија. Због лоше прве половине сезоне, добио је отказ јануара 2011. године. 
Дана 4. јуна 2011. је прешао у клуб Чезена. Октобра исте године је добио отказ јер је клуб у том тренутку био на дну табеле са само 3 бода. 
Јула 2013. је постао тренер клуба Бреша.  Напустио је клуб септембра исте године а следеће године је прешао у клуб Кремонезе. 
Постао је менаџер Емполија 9. јуна 2015. године. 
Годину дана касније је прешао у клуб Сампдорија где је заменио Монтелу.   После сезоне 2018/19 је напустио клуб. 
Јуна 2019. је потписао уговор са клубом Милан из Серије А који важи до 2021. године.  Због лошег вођења клуба и лоших резултата, Милан је отпустио Ђампаола октобра 2019. године. 